# مکانیک کوانتومی نسبیتی
در دانش فیزیک، منظور از مکانیک کوانتومی نسبیتی، هرگونه فرمول‌بندی هموردای پوانکاره‌ای از مکانیک کوانتومی است. این نظریه هم در مورد ذرات جرم‌داری که با هر سرعتی (حداکثر تا سرعت‌های نزدیک به نور) منتشر می‌شوند صادق است و هم در مورد ذرات بدون جرم. این نظریه در فیزیک ذرات پرانرژی،
فیزیک ذرات، فیزیک شتاب‌دهنده‌ها،
فیزیک اتمی، شیمی
و فیزیک ماده چگال
کاربرد دارد.
منظور از مکانیک کوانتومی غیرنسبیتی، شکلی از فرمول‌بندی ریاضی مکانیک کوانتومی است، که در چارچوب نسبیت گالیله‌ای ساخته می‌شود. به طور دقیق‌تر این فرمول‌بندی از کوانتیزه کردن (کمی‌سازی) معادلات مکانیک کلاسیک با استفاده از جایگزینی متغیرهای پویایی با عملگرهاست.
مکانیک کوانتومی نسبیتی، مکانیک کوانتومی در چارچوب نسبیت خاص است و نه نسبیت عام. آمیزش نسبیت عام با نظریه کوانتومی موضوع گرانش کوانتومی است و از مسائل حل‌نشده فیزیک است. اگرچه چند نظریه مانند کالوزا-کلین پیشنهاد شده‌اند اما نااستوار و اثبات‌نشده هستند.
اگر چه فرمول‌بندی‌های قدیمی‌تری مانند تصویر شرودینگر و تصویر هایزنبرگ، ابتدا در چارچوب غیرنسبیتی فرمول‌بندی شده‌اند اما این تصویرهای مکانیک کوانتومی با نسبیت خاص هم به‌کار می‌آیند.